# Хуанганг
Хуанганг (黃崗) град је Кини у покрајини Гуангдонг. Према процени из 2009. у граду је живело 246.999 становника.

## Становништво
Према процени, у граду је 2009. живело 246.999 становника.
| 1990.   | 2009    |
| ------- | ------- |
| 144.723 | 246.999 |